# Західний Кордофан

Адміністративний поділ штату в 2005 році

Західний Кордофан (араб. غرب كردفان; трансліт: Ġarb Kurdufan) — один з 18-ти штатів Судану (відновлений в 2013 році після скасування в 2005 році); раніше був однією з 26 провінцій Судану.
- Територія 111373 км².
- Населення 1320405 осіб (на 2006).

Головне місто — Ель-Фула.
Скасований в 2005 році відповідно до Найвашської угоди
, територія провінції була розділена між Північним і Південним Кордофаном. Округи Ен-Нухуд і Гебейш увійшли до складу Північного Кордофану, Лагава, Ас-Салам і Аб'єй — до складу Південного Кордофану.
У липні 2013 року штат відновили.